# インベージョン
『インベージョン』（原題：The Invasion）は、2007年に制作されたアメリカ映画。ジャック・フィニイのSF小説『盗まれた街』（原題：The Body Snatchers）の4度目の映画化作品である。

## あらすじ
ある日、原因不明のスペースシャトル墜落事故が発生する。空中分解を起こしたシャトルの破片には、宇宙から飛来した未知のウイルスが付着しており、世界中で謎の感染症を引き起こす。ウイルスに感染すると、REM睡眠中に分泌されるホルモンをきっかけにして、人間らしい感情を失った別の何者かに変貌してしまう。周りの親しい者までもが次々と感染し発症していく中で、主人公キャロルは睡魔と闘いながら、解決の鍵を握る息子を探しに行く。

## キャスト
※括弧内は日本語吹替
- キャロル・ベネル - ニコール・キッドマン（冬馬由美）

ワシントンの精神科医。
- ベン・ドリスコル - ダニエル・クレイグ（小杉十郎太）

医師。キャロルと交際中。
- タッカー・カウフマン - ジェレミー・ノーサム（中田和宏）

キャロルの元夫。
- オリバー - ジャクソン・ボンド（富坂晶）

キャロルとタッカーの息子。
- スティーブン・ガレアーノ - ジェフリー・ライト（世古陽丸）

ベンの友人。ワクチンを作って感染症を鎮静化させた。
- ウェンディ・レンク - ヴェロニカ・カートライト（野村須磨子）

患者。夫のDVに悩まされている。
- ヘンリク・ベリチェク - ジョセフ・ソマー（清川元夢）

ベンの友人。大使。
- リュドミラ（ラディ）・ベリチェク - セリア・ウェストン（さとうあい）

ヘンリクの妻。
- ヨリッシュ - ロジャー・リース（諸角憲一）

ラディの友人。
- リチャード・レンク - アダム・ルフェーヴル（長嶝高士）

ウェンディの夫。DVをする。
- オータム - マリン・アッカーマン（クレジットなし）（宇乃音亜季）

## 関連作品
- 『ボディ・スナッチャー/恐怖の街』（Invasion of the Body Snatchers）ドン・シーゲル監督（1956年）
- 『SF/ボディ・スナッチャー』（Invasion of the Body Snacthers）フィリップ・カウフマン監督（1978年）
- 『ボディ・スナッチャーズ』（Body Snacthers）アベル・フェラーラ監督（1993年）